# .ie
.ie je vrhovna internetska domena (country code top-level domain - ccTLD) za Irsku. Domenom upravlja IE Domain Registry.

## Vanjske poveznice
- IANA .ie whois informacija  Arhivirana inačica izvorne stranice od 24. travnja 2006. (Wayback Machine)
- .IE domene IP adrese  Arhivirana inačica izvorne stranice od 21. srpnja 2015. (Wayback Machine)